# Tjuvlyssnat
Tjuvlyssnat är en webbplats som under 2007 var Sveriges största blogg. Bloggen publicerade humoristiska konversationer som bloggens läsare hört och sedan skickat in. Från 2013 ägdes och drevs sajten av Avcom AB.
Sajten grundades 2006 av juridikstudenterna Damon Rasti och Gloria Hedman efter att de blivit inspirerade av den amerikanska sajten Overheard in New York. Den 16 mars 2006, klockan 16:25 publicerades den första tjuvlyssningen på tjuvlyssnat.se, och redan i slutet av samma år var den en av Sveriges mest besökta bloggar med cirka 50 000 besökare per vecka. År 2013 hade sajten haft över 48 miljoner besök.
I mitten av 2015 minskade sajten från att ha publicerat nya inlägg i stort sett dagligen, till att bara publicera en gång i veckan, men efter ett inlägg den 18 november 2015 publicerades ingenting förrän fyra år senare, i 1 september 2019. Det sista publicerade inlägget är från 17 oktober samma år.

## Böcker
18 januari 2007 släpptes boken Tjuvlyssnat med det bästa från sajten. Boken hamnade direkt på fackboktoppens förstaplats där den låg i två månader. Sajten hade under den här tiden runt 60 000 unika besökare i veckan. År 2008 släpptes boken i pocket. I slutet av 2007 utkom uppföljaren Tjuvlyssnat 2 med ännu fler tjuvlyssningar, och 2009 kom Tjuvlyssnat 3 : opublicerat, med material som inte publicerats på sajten.
- 2007 - Tjuvlyssnat (ISBN 91-85476-38-2)[13]
- 2007 - Tjuvlyssnat. 2 (ISBN 978-91-85476-62-6)[14]
- 2009 - Tjuvlyssnat. 3, Opublicerat (ISBN 978-91-86289-02-7)[15]
- 2010 - Tjuvtittat (ISBN 978-91-86289-15-7)[16]

## Tjuvtittat
Redan från starten av Tjuvlyssnat registrerades domännamnet tjuvtittat.se, men först i slutet av oktober 2007 startades sajten Tjuvtittat. Sajten fungerade som en systersajt till Tjuvlyssnat, men med inskickade bilder. År 2010 utkom boken Tjuvtittat med utvalda bilder från sajten. Den 1 april 2013 slogs Tjuvtittat ihop med Tjuvlyssnat, och allt material samlades på Tjuvlyssnat. Från starten till sammanslagningen hade Tjuvtittat haft 20 miljoner besök.

## Tidningen
Den 17 juli 2007 gav förlaget Egmont Kärnan ut det första numret av serietidningen Tjuvlyssnat. Tidningen kostade 19 kronor och innehöll både tjuvlyssningar från sajten och tecknade seriestrippar baserade på tjuvlyssningar. Idén till tidningen uppstod efter att sajten utlyst en serietecknartävling. Tidningen var planerad att ges ut sex gånger om året, men efter endast tre nummer lades tidningen ner på grund av för låga försäljningssiffror.